# Valaichchenai
Valaichchenai (auch Valaichenai, Tamil வாழைச்சேனை) ist eine Stadt unweit der Ostküste Sri Lankas. Politisch liegt sie im Distrikt Batticaloa, welcher ein Teil der Ostprovinz ist.

## Geografie
Die Stadt liegt auf der Südseite der Lagune von Valaichchenai am Golf von Bengalen. Der Ozean ist wenige Kilometer entfernt. Drei Kilometer östlich der Stadt liegt der touristisch bedeutende Ort Kalkudah, zu dem auch Pasikudah gehört. Es handelt sich dabei um das seit dem Ende des Bürgerkrieges 2009 wichtigste touristische Zentrum der Ostküste Sri Lankas. Im Süden schließt sich die zweite Stadt des Siedlungsgebietes, Oddamavadi, an. Im Norden und Westen wird die Stadt von der Lagune von Valaichchenai begrenzt.
Das Gelände ist eben und liegt nur wenige Meter über dem Meeresspiegel. Das Klima ist trockener als in anderen Teilen Sri Lankas, Regen fällt überwiegend in der Monsunzeit.

## Verwaltung
Die Distrikte Sri Lankas sind in mehrere Divisionen (offiziell Divisional secretary’s divisions) eingeteilt. Die Stadt Valaichchenai liegt allerdings in zwei verschiedenen Divisionen, weil die Divisionen anhand der Siedlungsbereiche der Ethnien eingeteilt wurden. So liegt der Ostteil Valaichchenais, welcher von Sri-Lanka-Tamilen bewohnt ist, in der Division Koralai Pattu, weil die Bevölkerungsmehrheit dort von derselben Ethnie ist. Der Westteil der Stadt liegt in der Division Koralai Pattu Central. Davon bildet Valaichchenai einen großen Teil. Es gibt keine klare Abgrenzung der Stadt. Als offizielles Stadtgebiet kann man jedoch die Grama Niladharis, also die Unterteilungen der Divisionen, ansehen, die Valaichchenai im Namen haben. In jedem Grama Niladhari gibt es einen eigenen Verwalter (offiziell Officer) und keinen Bürgermeister für die gesamte Stadt.
| Grama Niladhari            | Division              | Einwohner | Officer             |
| -------------------------- | --------------------- | --------- | ------------------- |
| Valaichchenai (Tamil)      | Koralai Pattu         | 1395      | K. Shanmuganathan   |
| Valaichchenai – 04         | Koralai Pattu Central | 2142      | M. M. Anwar Sathath |
| Valaichchenai – 05         | Koralai Pattu Central | 1983      | A. M. A. Hussain    |
| Valaichchenai – 05 (South) | Koralai Pattu Central | 2652      | M. I. M. Sainudeen  |

### Ballungsraum
Das Gebiet um die Städte Valaichchenai und Oddamavadi bildet einen Ballungsraum, in dem fast die ganze Fläche durchweg bebaut ist und Grenzen der Orte nicht klar erkennbar sind. Neben Valaichchenai und Oddamavadi gehören die weiteren Grama Niladharis der Division Koralai Pattu Central (außer Punanai East und Thiyawatthuwan) und die Grama Niladharis Meeravodai, Kinnaiady, Sunkankerny, Karuwakkerny, Kannakipuram, Puthukudyiruppu, Pethalai und Kalmadu der Division Koralai Pattu zum Ballungsraum. Darüber hinaus lassen sich auch alle Grama Niladharis der Division Koralai Pattu West (außer Paper Town) dazuzählen.

## Bevölkerung
Aussagen über die Einwohnerzahl zu treffen ist schwierig und bringt keine eindeutigen Ergebnisse. Es gibt keine Erhebung der Einwohnerzahl für die Stadt, sondern nur für die Divisionen und die in diesen liegenden Grama Niladharis. Valaichchenai ist auf zwei Divisionen aufgeteilt und somit muss man die Einwohnerzahlen aller Grama Niladharis zusammennehmen, um die Bevölkerungszahl zu erhalten. Alle als Valaichchenai bezeichneten Grama Niladharis haben mit Stand 2007 eine Einwohnerzahl von 8172 Personen. Ein weiteres Problem ist, dass das Siedlungsgebiet weit größer als die Stadt selbst ist. So ist zum Beispiel die Nachbarstadt Oddamavadi direkt mit Valaichchenai verbunden und weitere Orte grenzen direkt an die Stadt. Deshalb kann man auch die angrenzenden Orte als Stadtteile Valaichchenais betrachten und die Einwohnerzahl wäre dadurch erheblich höher.
Die Stadt ist in zwei Stadtgebiete unterteilt. Der Teil östlich der Hauptstraße ist überwiegend von Sri-Lanka-Tamilen bewohnt und entsprechend mehrheitlich hinduistisch. Der größere Westteil hingegen ist fast ausschließlich von Moors bewohnt, die muslimischen Glaubens sind. Diese Trennung lässt sich auch an der Verteilung der Gotteshäuser erkennen. Auf der östlichen Seite gibt es mehrere Hindutempel, während auf der Westseite viele Moscheen stehen. Des Weiteren gibt es mehrere Kirchengebäude auf dem Stadtgebiet. Der Anteil der Muslime beträgt in den muslimischen Grama Niladharis jeweils über 99 Prozent. In einem Grama Niladhari leben ausschließlich Muslime.

## Wirtschaft
Die Wirtschaft basiert auf Landwirtschaft und Fischfang. Die Landwirtschaft machen vor allem Bananen-, Reis- und Kokusnussplantagen aus. Große Veränderungen in der wirtschaftlichen Struktur kamen mit der Errichtung von Papiermühlen. Durch die neue Brücke der A15 für die A11 nach Colombo ist Valaichchenai für die zukünftige wirtschaftliche Entwicklung besser erreichbar.

## Verkehr
Über die A15 gelangt man auf der Straße zu den beiden wichtigsten Städten der Ostküste Sri Lankas, nach Trincomalee und Batticaloa. Die A11, die unweit der Stadt in Thirukkondaiadimadu beginnt, stellt die Verbindung zum Colombo-Trincomalee-Highway, der A6, her. Darüber hinaus hat Valaichchenai einen Bahnhof der Sri Lanka Railways auf der Batticaloa Line. Von dort aus fahren Züge direkt nach Batticaloa und Colombo.